# Bugyi
Bugyi là một làng thuộc hạt Pest, Hungary. Làng này có diện tích 115,55 km², dân số năm 2010 là 5385 người, mật độ 47 người/km².